# 聖保祿醫院 (台灣)
沙爾德聖保祿修女會醫療財團法人聖保祿醫院（英語：SAINT PAUL'S HOSPITAL, CONGREGATION OF THE SISTERS OF SAINT PAUL DE CHARTRES）是臺灣天主教醫院，位於桃園市桃園區，1961年3月由沙爾德聖保祿修女會成立。

## 歷史沿革
- 1961年（民國50年）3月，馬玉芳等修女創立天主教聖保祿診所。
- 1965年（民國54年），擴充為醫院，立案名稱為「財團法人天主教聖保祿沙爾德赫女修會附屬醫院」。
- 1987年（民國76年），行政院衛生署評等為地區綜合醫院。
- 1990年（民國79年），業務電腦化。
- 1992年（民國81年），成立山地醫療小組。
- 1993年（民國82年），開設居家護理服務。
- 1996年（民國85年），與修女會分割業務，立案名稱為「財團法人天主教聖保祿修女會醫院」。
- 1999年（民國88年），與長庚醫院醫療整合暨建教合作。
- 2013年（民國102年），立案名稱改為「沙爾德聖保祿修女會醫療財團法人聖保祿醫院」。

## 外部連結
- 沙爾德聖保祿修女會醫療財團法人聖保祿醫院 （页面存档备份，存于）
- 天主教聖保祿醫院-台灣桃園的Facebook專頁